# A Academia Americana Da Guitarra
The American Guitar Academy (em inglês) ou A Academia Americana Da Guitarra (em português) foi fundada nos Estados Unidos em 1991. Ele abriu seu primeiro escritório internacional em Tóquio, no Japão, em 2011. Ele alegou ser a única escola de guitarra no Japão oferecendo aulas em vários idiomas, incluindo japonês, Inglês, Espanhol, Francês, italiano e alemão. A Academia Americana Da Guitarra ensina todos os estilos de guitarra acústica e elétrica de Jazz, Rock, Blues, Pop, Funk, Música Clássica, Flamenco, Tango, Folk, R & B e muito mais.

## Informações Gerais
A partir de outubro 2014 que abriu sua segunda filial na área de Roppongi. Atualmente eles têm oito professores de guitarra de 8 países diferentes. Os cursos variam do básico ao avançado aulas de guitarra nível em um ambiente privado ou grupo, conjuntos de guitarra, um workshop de performance ao vivo, e teoria musical, solfejo e treinamento auditivo em parte seu Programa Internacional de Escola de Música. Seu Programa Internacional de Música Escola prepara os alunos que querem ir para o exterior para estudar música na universidade e sua teoria musical e solfejo IMSP e cursos de formação de ouvido são abertos a todos os instrumentos, não apenas guitarra.
Michael Kaplan, o atual diretor de Da Guitarra Academia americano, publicou um livro de transcrições de guitarra bebop lançado pela Berklee Imprensa e Hal Leonard. Ele também trabalhou com o Dr. Mike Diliddo e Jamey Aebersold em um livro Maqueta guitarra.
A Academia Americana Da Guitarra está atualmente no processo de trabalhar com Bill Edwards, autor de Fretboard Logic, bem como TrueFire, um dos maiores de vídeo on-line aulas de guitarra recursos na internet. Eles estão constantemente a avançar com novos projetos e estamos ansiosos para continuar a mudar o panorama da educação guitarra no Japão.